# Mudroslovné knihy
Jako mudroslovné knihy se označuje několik knih Starého zákona. Mudroslovné knihy, často označované i jako naučné, poučné, sapienciální či sapienční (lat. sapientia znamená „moudrost“) představují prostřední část křesťanského starozákonního kánonu (mezi knihami dějepisnými a prorockými) a od ostatních knih Starého zákona se liší především tím, že obsahují nejméně odkazů na izraelskou tradici a jsou spíše obecného, „všelidského“ charakteru. Mají také mnoho paralel v dobové mimoizraelské literatuře.
Mezi mudroslovné knihy se počítají:
- Kniha Jób
- Kniha přísloví
- Kniha Kazatel
- Kniha Moudrosti[pozn. 1]
- Sírachovec[pozn. 1]
- Kniha žalmů
- Píseň písní

## Mudroslovné knihy Nového zákona
Po vzoru starozákonního dělení knih na dějepisné, mudroslovné a prorocké se lze setkat i s obdobným dělením novozákonních knih. V tom případě se za poučné knihy považují všechny listy (celkem 21), tedy všechny knihy s výjimkou evangelií, Skutků apoštolů (což jsou dějepisné knihy) a Zjevení sv. Jana (což je jediná novozákonní „prorocká“ kniha).